# Lindis River
Der Lindis River ist ein Fluss in der Region Otago auf der Südinsel von Neuseeland.

## Geographie
Der Lindis River entspringt rund 25 km östlich des Lake Hāwea und rund 5,5 km westsüdwestliche des Ahuriri River an der südlichen Flanke eines 1594 m hohen Gipfels, rund 1,8 km ostsüdöstlich des 1632 m hohen Pavilion Peak.
Von dort aus fließt der noch junge Fluss über rund 12 km in westliche bis südwestliche Richtung, um dann in einem Bogen für rund 7 km einen südsüdöstliche Fluss anzunehmen. Einer weiteren Richtungsänderung nach Südsüdwesten folgt eine südliche Flussrichtung, bis der Lindis River schließlich in einem weiten Bogen mit Zickzackkursen seiner Mündung als linker Nebenfluss in den Clutha River/Mata-Au nach Westen folgt.
Der Lindis River entwässert auf seinem rund 72 km langen Weg eine Fläche von 1055 km².
Der New Zealand State Highway 8 folgt dem Fluss entlang dem mittleren Teil seiner Strecke und überquert ihn bei Lindis Crossing, rund 1,2 km ostsüdöstlich seinem Mündungsgebiet.